# Berthold (Münster)
Hodolf genannt Berthold war der fünfte Bischof von Münster seit 870. Das Ende seiner Amtszeit lag zwischen 870 und 880, vermutlich endete sie 875. Über sein Wirken ist kaum etwas bekannt.

## Leben
Hodolf war mit König Ludwig III. verschwägert. Diesem verdankte er auch seinen Bischofsstuhl. Über sein Wirken ist kaum etwas bekannt. Urkundlich erwähnt wird er 870 und 873, als er in Köln weilte. Nach eher legendenhaften Überlieferungen hat er sein Bistum durch Bußen und Prozessionen vor einer Seuche gerettet.